# Máxima de los Países Bajos
Máxima de los Países Bajos (nacida Máxima Zorreguieta; Buenos Aires, 17 de mayo de 1971) es la reina consorte de los Países Bajos por su matrimonio con el rey Guillermo Alejandro, con quien tiene tres hijas: las princesas Catalina Amalia, Alexia y Ariane, que son primera, segunda y tercera, respectivamente, en la línea de sucesión.
Argentina de nacimiento, trabajaba en el sector financiero cuando conoció a Guillermo Alejandro, hijo mayor y heredero de la reina Beatriz, en 1999. Se casaron en 2002 y se convirtieron en reyes tras la abdicación de su suegra el 30 de abril de 2013. Máxima ha promovido la integración social de los inmigrantes, los derechos LGBT y la inclusión financiera.
Es la quinta mujer nacida en América perteneciente a la realeza europea (cuarta consorte), tras Josefina de Beauharnais, emperatriz consorte de los franceses (en Martinica), María II, soberana de Portugal (en Brasil), María Teresa Mestre, gran duquesa consorte de Luxemburgo (en Cuba) y Grace Kelly, princesa consorte de Mónaco (en Estados Unidos).

## Biografía

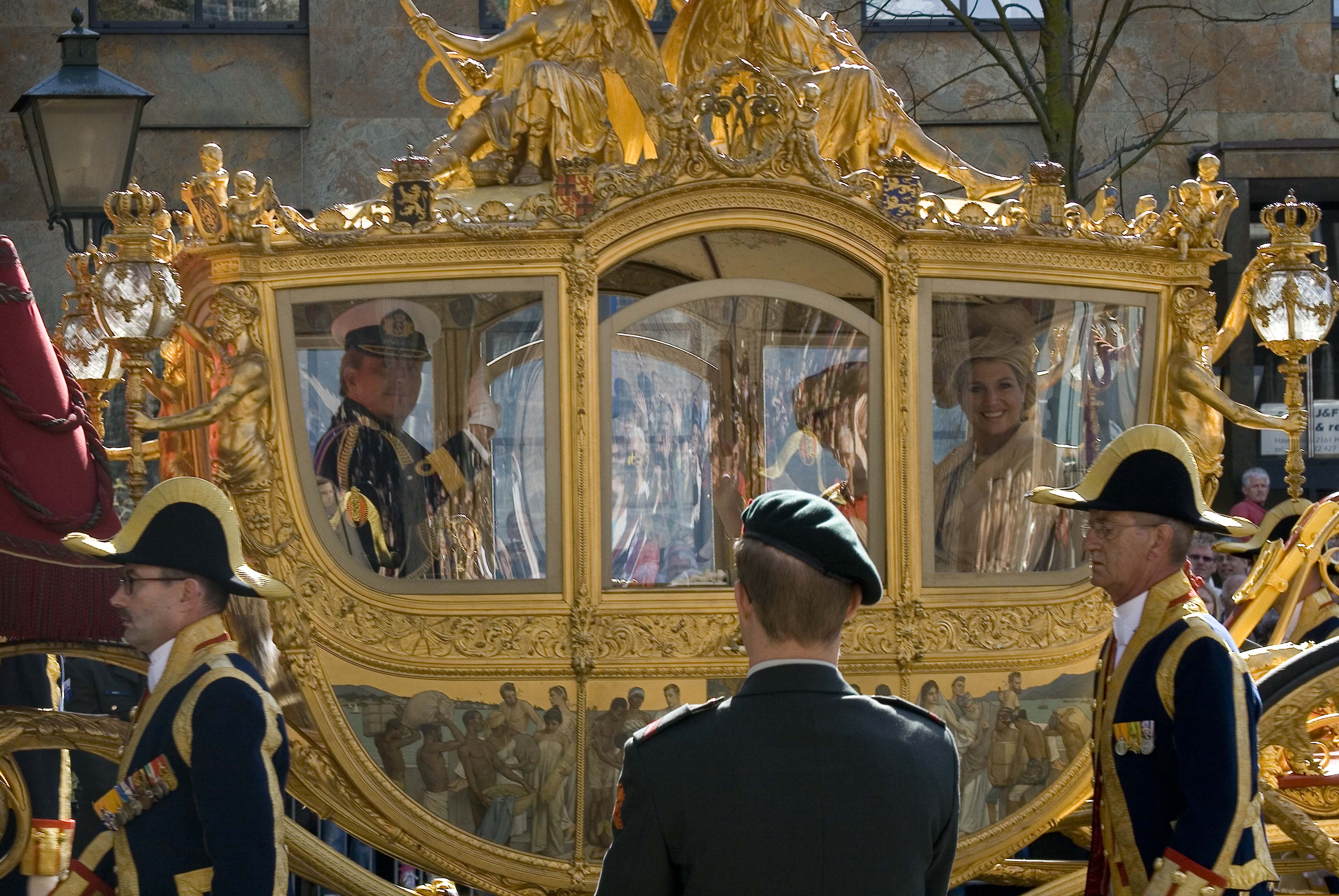
Los entonces príncipes de Orange, Guillermo y Máxima, en el carruaje real (2007).

### Nacimiento y familia
Máxima nació en la ciudad de Buenos Aires el 17 de mayo de 1971, hija de María del Carmen Cerruti (1944) y Jorge Zorreguieta (1928-2017), secretario de Agricultura y Ganadería durante la dictadura argentina, autodenominada Proceso de Reorganización Nacional. María del Carmen y Jorge Horacio tendrían tiempo después otros hijos, siendo los tres hermanos menores de Máxima: Martín, Juan e Inés (1984-2018). También tiene tres medio-hermanas mayores de un matrimonio anterior de su padre con la escritora y filósofa Marta López Gil: María, Ángeles Zorreguieta y Dolores.
Es de ascendencia española e italiana. Tiene ascendencia vasca por parte de su padre, cuya casa solariega —caserío Zorreguieta— sigue erigida en la localidad de Elduayen, Guipúzcoa.
Vivió en un departamento del barrio de Recoleta en la ciudad de Buenos Aires.

### Estudios y carrera profesional
Máxima inició su etapa escolar en el jardín de infantes Maryland, una institución privada que dictaba clases íntegramente en inglés británico. Luego continuó sus estudios primarios y secundarios en el colegio Northlands School, pasando sus exámenes de bachillerato en 1988. Posteriormente, se graduó de licenciada en Economía en la Universidad Católica Argentina (UCA) en 1995, completando sus estudios con un maestría en Estados Unidos.
Dicha universidad privada está regida por un directorio de obispos locales, entre los que se encontraba Jorge Mario Bergoglio (posterior papa Francisco), quien por aquellos años era el Cardenal primado de Argentina y Gran Canciller de la UCA, encargado de presidir la tradicional misa de inicio de clases.
De 1989 a 1990, cuando aún estaba en la universidad, trabajó para Mercado Abierto SA. De 1992 hasta 1995, trabajó en el departamento de ventas de la empresa Boston Securities SA en Buenos Aires, donde realizó investigaciones sobre software para mercados financieros. Además, enseñó inglés a niños y adultos y matemática a alumnos de secundaria y estudiantes de primer año de carrera.
Desde julio de 1996 a febrero de 1998, trabajó para HSBC James Capel Inc. en Nueva York, donde llegó a ser vicepresidenta de ventas institucionales para América Latina. A partir de entonces y hasta julio de 1999, fue vicepresidenta de la división de mercados emergentes de Dresdner Kleinwort Benson en Nueva York. Desde mayo de 2000 hasta marzo de 2001 permaneció trabajando en la oficina del Deutsche Bank en Bruselas, Bélgica.

### Noviazgo y compromiso
Mientras Máxima trabajaba en Nueva York, en 1999, una amiga de su colegio, quien conocía al entonces príncipe neerlandés Guillermo de Orange, los presentó en España, concretamente en la caseta del Real Club de Andalucía en la Feria de Abril de Sevilla. Si bien la reina Beatriz y demás miembros de la Corona aceptaron el noviazgo, la relación se convirtió en un asunto de Estado.
El 30 de marzo de 2001, Máxima se comprometió con el príncipe Guillermo. Se convirtió en ciudadana neerlandesa el 17 de mayo del mismo año y el 3 de julio, las dos cámaras del parlamento neerlandés aprobaron un proyecto de ley presentado por el gobierno para consentir el matrimonio, ya que además, Máxima es católica y Guillermo protestante. Sin embargo, el hecho que más preocupaba sobre Máxima era el controvertido pasado de su padre, quien había sido funcionario durante la dictadura en Argentina. Se resolvió entonces que el matrimonio quedaría autorizado solo si el padre de Máxima no asistiera a la boda, como finalmente sucedió.

## Matrimonio y descendencia

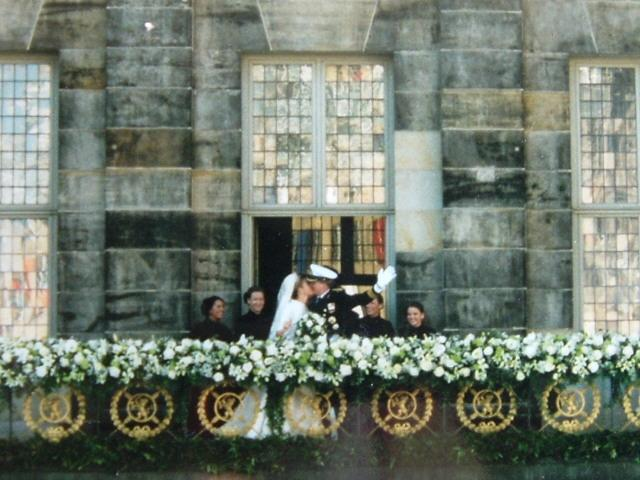
Beso de los entonces príncipes Guillermo Alejandro y Máxima, en el balcón del Palacio Real de Ámsterdam, el día de la ceremonia religiosa en 2002.

### Boda
El alcalde de Ámsterdam, Job Cohen, ofició la ceremonia civil en la Beurs van Berlage el 2 de febrero de 2002. El reverendo Carel ter Linden ofició la ceremonia religiosa que tuvo lugar en la Nieuwe Kerk. Mediante su matrimonio, Máxima recibió el título de princesa de los Países Bajos.
En la primavera del siguiente año, la pareja se mudó a Eikenhorst, a la finca «De Horsten», Wassenaar. Su primera hija, la princesa Catalina Amalia, nació el 7 de diciembre de 2003. Su segunda hija, la princesa Alexia, nació el 26 de junio de 2005 y su tercera hija, la princesa Ariane, el 10 de abril de 2007. Todas nacieron en el Hospital Bronovo de La Haya.
Como todos los monarcas holandeses, el príncipe Guillermo Alejandro es un miembro nominal de la Iglesia Reformada Holandesa pero al contrario de lo que había ocurrido cuando su tía, la princesa Irene de los Países Bajos, se casó con el príncipe Carlos Hugo de Borbón Parma, de religión católica, la cuestión religiosa no tuvo excesiva importancia, salvo debates pasajeros y las críticas de los sectores protestantes más radicales. Debido a esto, Máxima siguió conservando su fe católica después del matrimonio.
En cambio, causó mayor controversia que el padre de Máxima, Jorge Zorreguieta, hubiera sido un miembro civil con rango de secretario de Estado del régimen del dictador argentino Jorge Rafael Videla. Debido a la polémica causada, Jorge Zorreguieta no pudo asistir a la boda real porque los representantes del primer ministro neerlandés de esos años, Wim Kok, le pidieron que no asistiera. En solidaridad con su esposo, María del Carmen Cerruti, madre de Máxima, tampoco asistió a la boda.

### Hijas
- Princesa Amalia, nacida el 7 de diciembre de 2003.

- Princesa Alexia, nacida el 26 de junio de 2005.

- Princesa Ariane, nacida el 10 de abril de 2007.

### Ahijados
Máxima es madrina de bautismo del príncipe Sverre de Noruega y de su sobrina, la condesa Leonor de Orange-Nassau.

## Princesa de los Países Bajos

Escudo personal de Máxima cuando era princesa de los Países Bajos, siendo el actual de su hija heredera al trono, la princesa Catalina Amalia de Orange (nótese el escusón que es el blasón del linaje Zorreguieta desde 1830).

Como princesa, Máxima completó su programa de integración cívica a principios de 2005. Desde su compromiso, la entonces princesa había optado por familiarizarse con la sociedad neerlandesa, así como con la de las Antillas Neerlandesas y Aruba. Este programa incluye el estudio de la lengua neerlandesa, la historia y el derecho constitucional propios del país.

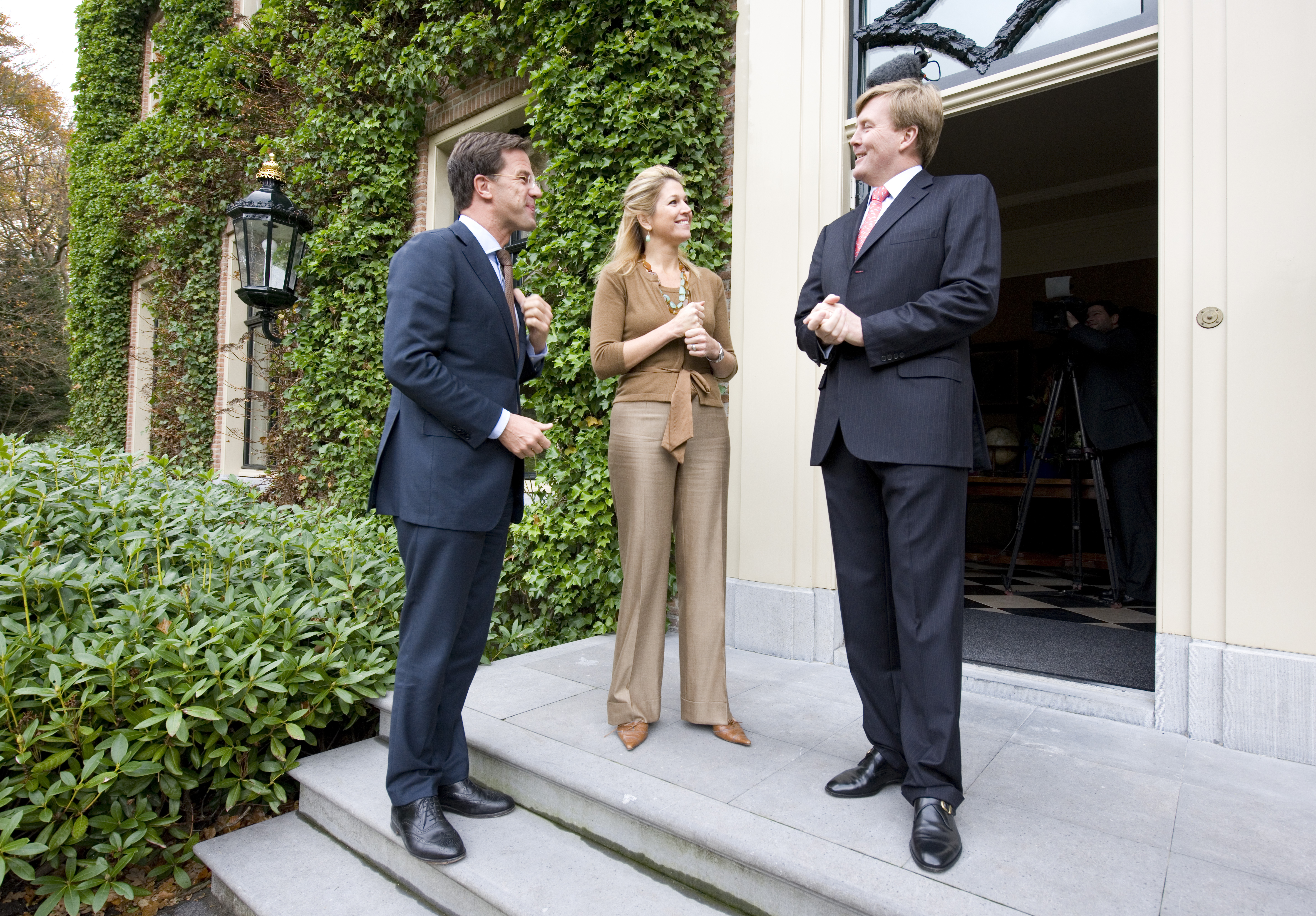
Máxima y Guillermo Alejandro junto al primer ministro Mark Rutte.

Estandarte de la reina Máxima.

Desde el 20 de octubre de 2004, Máxima es miembro del Consejo de Estado, el organismo gubernamental más importante de asesoramiento. A menudo con su esposo Guillermo Alejandro, representan a la Casa Real en actos oficiales de todo tipo. También acompañaba a la entonces reina Beatriz en visitas de Estado.
Máxima fue miembro de la «Comisión para la Participación de las Minorías Étnicas de la Mujer de julio» desde 2003 hasta el verano de 2005. El Comité apoyaba a los treinta municipios más grandes del país en la promoción de la participación social para mujeres de grupos étnicos minoritarios. La asamblea era presidida por el exdiputado Pablo Rosenmöller. Como princesa también participó en la «Junta de gobernadores de la Presidencia» sobre la gestión de la diversidad y la integración en la Universidad Libre de Ámsterdam.
El rey Guillermo Alejandro y Máxima son patronos de la «Caja Naranja» que fue creada para promover el bienestar social y la cohesión en los Países Bajos. Cada año, en el mes de mayo, la reina consorte princesa presenta los premios Appeltje van Oranje a las instituciones que constituyen un ejemplo en el ámbito del bienestar. Máxima, además, preside la «Junta de Síndicos de la Cátedra Príncipe Claus», establecida a su vez, por la Universidad de Utrecht y el «Instituto de Estudios Sociales de La Haya». Su rol como presidente es el de promover la formación y la investigación en el ámbito de la cooperación al desarrollo.

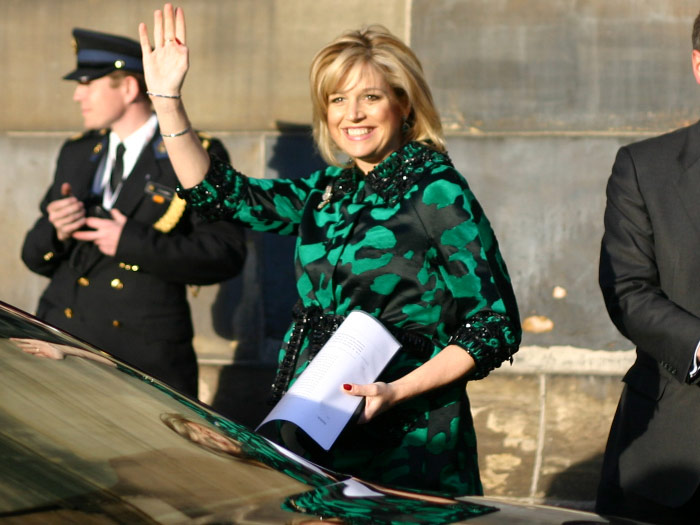
Máxima de los Países Bajos.

La reina Máxima es una voz activa a nivel mundial sobre la importancia de la inclusión financiera para reducir la pobreza y el logro de los objetivos de desarrollo. Nombrada en 2009 por el secretario general de la ONU Ban Ki-moon, como Abogada Especial para la «Financiación para el Desarrollo Inclusivo», trabaja con líderes gubernamentales, reguladores y supervisores financieros, organizaciones intergubernamentales, parlamentos, sociedades civiles, sector privado y medios de comunicación para aumentar la sensibilización y promover la acción.
Como defensora especial, desempeña un papel de liderazgo en la promoción de mejores prácticas y políticas que aumenten el acceso a la financiación, la protección de los consumidores y la educación financiera. La reina consorte sigue defendiendo así esta necesidad, tanto para los individuos como para las pequeñas y medianas empresas (PyMEs) que a menudo se transforman en los motores del crecimiento de las economías locales y nacionales. Se ocupa de estas cuestiones durante sus visitas a los países y en foros internacionales como la ONU, el FMI, el Banco Mundial, el G20 y el GAFI.
Máxima y su esposo, el rey neerlandés, que es presidente del «Comité Asesor del Secretario General de la Junta de Agua y Saneamiento» (UNSGAB), continúan colaborando en proyectos centrados en este tema.
Por medio de su trabajo, también crea conciencia sobre la importancia de la inclusión financiera en su propio país. Ha participado en el Consejo Neerlandés de microfinanzas desde 2006 para apoyar el espíritu empresarial en los Países Bajos.

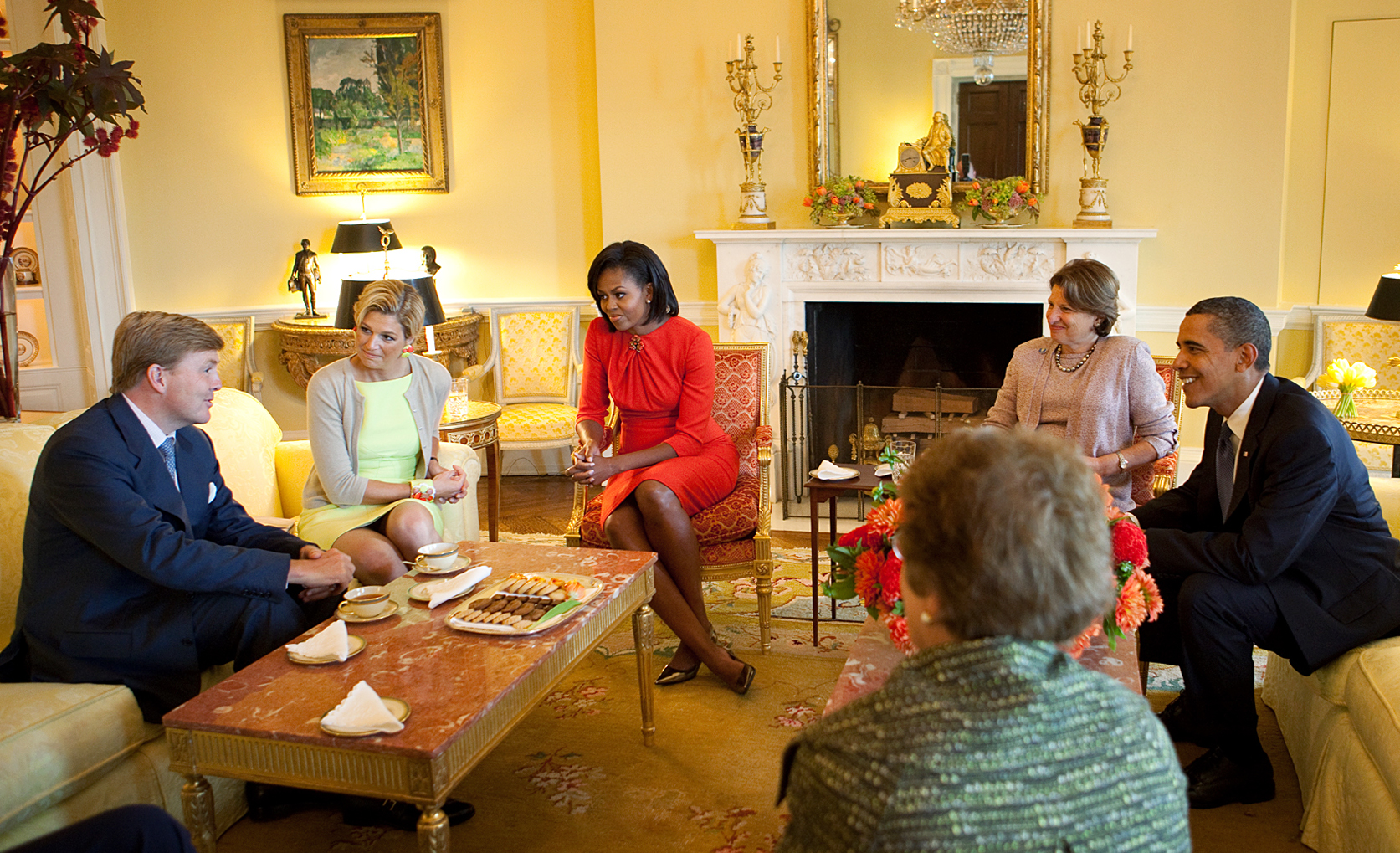
Máxima y el entonces príncipe neerlandés en la Casa Blanca (11 de septiembre de 2009).

Desde 2008, se ha involucrado en la promoción de la educación financiera en los Países Bajos, sobre todo para niños y jóvenes. Fue nombrada presidente honorario en 2010 de «CentiQ», una asociación nacional de bancos, escuelas, gobierno, organizaciones de consumidores e instituciones de investigación.

### Experiencia ante las Naciones Unidas
Basándose en su experiencia profesional en la banca y los mercados emergentes, la reina Máxima se desempeñó como miembro del «Grupo Asesor de las Naciones Unidas del Año Internacional del Microcrédito 2005». Viajó para observar los programas de microcrédito en acción. De 2006 a 2009, trabajó en el «Grupo de Asesores de las Naciones Unidas sobre Sectores Financieros Inclusivos» que trata de abordar la agenda más amplia de la inclusión financiera. En 2008, presentó al secretario general Ban Ki-Moon las recomendaciones de dicho grupo.

### Aniversario
Con motivo del décimo aniversario de la boda de los herederos de los Países Bajos, Máxima fue la protagonista de una exposición sobre el papel que ha desarrollado durante esta década en la sociedad neerlandesa. La exposición, con el nombre de «Máxima, diez años en Holanda», se celebró en el Palacio Het Loo, en la localidad de Apeldoorn. Recogió fotos y vídeos que ilustraban las actividades laborales y sociales de la entonces princesa. La muestra fue inaugurada por la entonces reina Beatriz el 7 de mayo de 2011, concluyendo el 4 de septiembre del corriente. En la misma se expusieron cerca de 20 vestidos que había lucido desde su enlace, mostrando también la implicación social de la exprincesa, por ejemplo, en su trabajo en la Fundación Oranje Fonds.
Por otro lado, se presentó el papel que ha desempeñado en la sociedad y la dinastía neerlandesa a lo largo de esta década.

## Reina de los Países Bajos

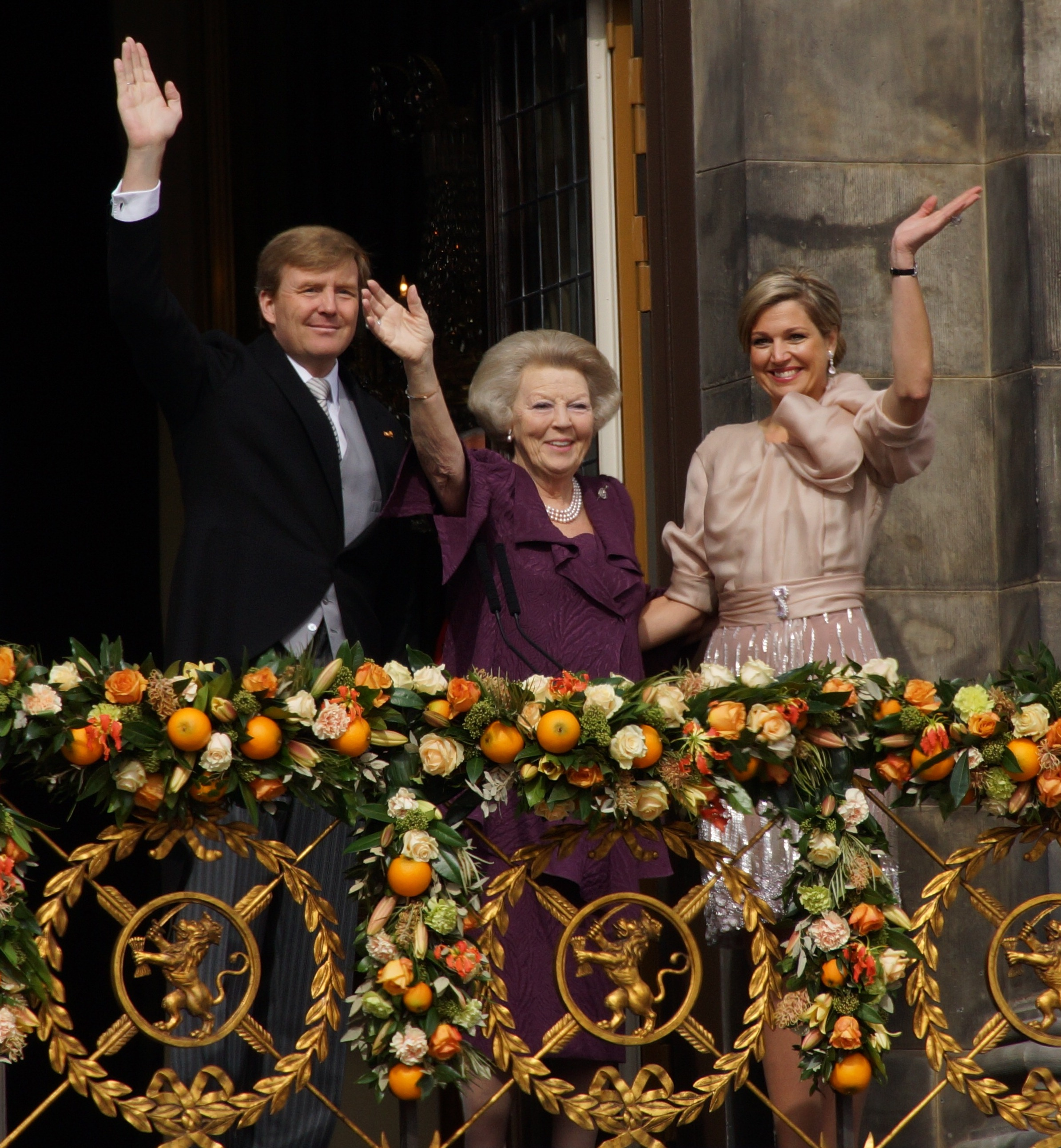
Beatriz presentando a los reyes Guillermo Alejandro y Máxima.

A partir del 30 de abril de 2013, en el trigésimo tercer aniversario de la ascensión al trono de la reina Beatriz de los Países Bajos, la princesa Máxima se transformó en la reina consorte de ese reino, debido a la abdicación de la reina —ahora princesa de los Países Bajos— a favor del heredero Guillermo Alejandro de los Países Bajos.
La abdicación se dio en la Sala de Moisés del Palacio Real de Ámsterdam ante todos los testigos, siendo estos, sus sucesores (Guillermo Alejandro y Máxima), los presidentes de las dos Cámaras de Representantes, los ministros del reino, el vicepresidente del Consejo de Estado, los miembros de las diputaciones de las islas autónomas de Aruba, Curazao y San Martín —las demás islas de las antiguas Antillas Neerlandesas: Bonaire, San Eustaquio y Saba desde el 10 de octubre de 2010, están integradas administrativamente en el país, formando municipios de «la parte caribeña de los Países Bajos»— el comisario real de la provincia de Holanda Septentrional, el alcalde de Ámsterdam y el director del Gabinete de la Reina. Estuvieron presentes la familia real holandesa como la princesa Amalia (y sus hermanas menores, las princesas Alexia y Ariana), el hijo menor de la soberana y su esposa —los príncipes Constantino y Laurentien— la princesa Mabel, esposa del príncipe Friso quien no pudo asistir por seguir en estado comatoso y las tres hermanas de la reina, siendo estas, las princesas Margarita —con su esposo Pieter van Vollenhoven— Irene y Cristina.

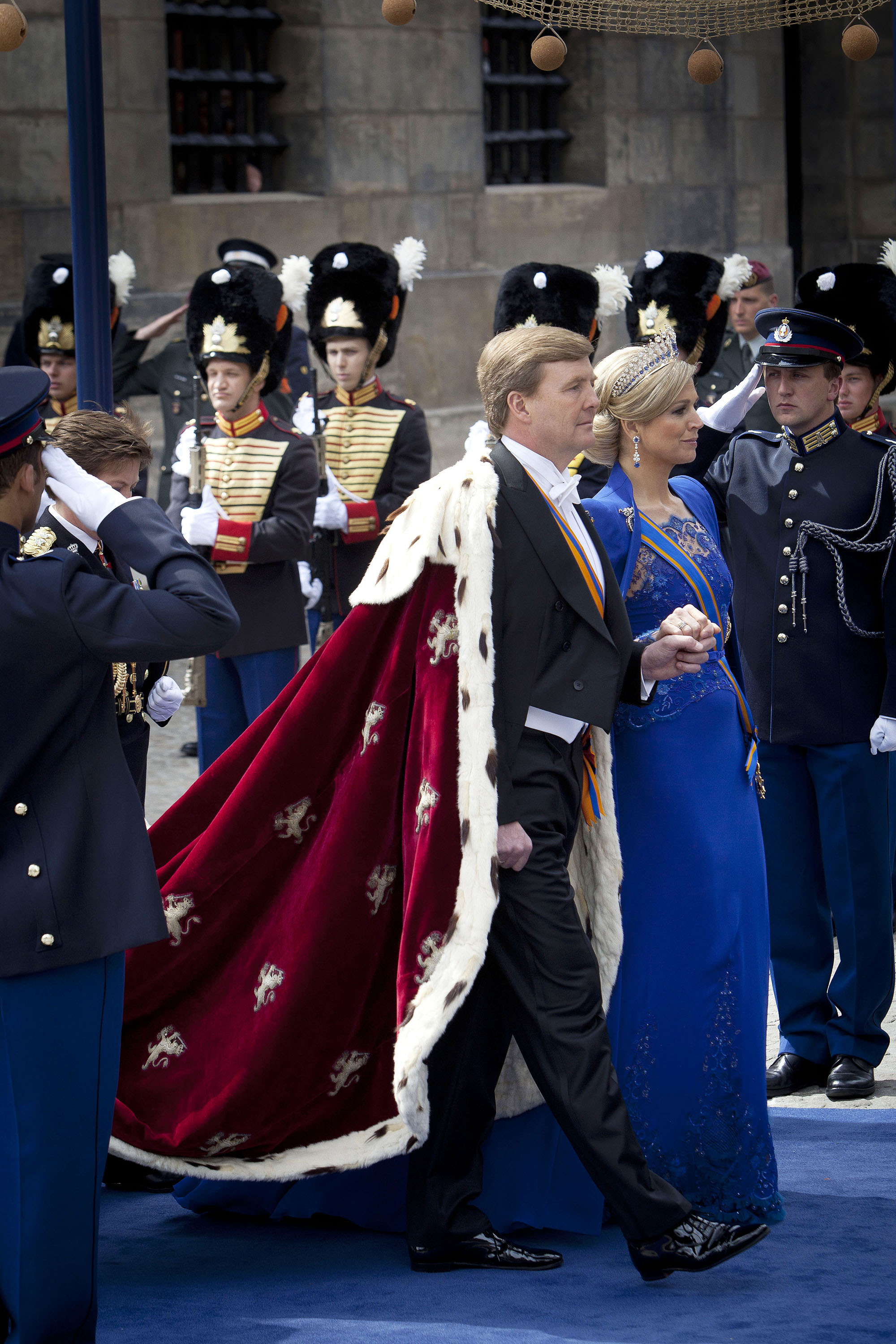
Investidura real.

Este fue el pronunciamiento del breve discurso de Beatriz, ya como princesa de Orange, tras firmar su abdicación:

“Hoy dejo sitio a una nueva generación. Mi hijo asume hoy la responsabilidad de esta nueva función".

Para la investidura, Máxima eligió una tiara de diamantes y zafiros compuesto por 31 diamantes de Cachemira y siendo el central más grande, de unos 44 quilates, sumando los 655 diamantes de Sudáfrica engarzados en una diadema de platino. El broche y los pendientes también forman parte de la colección. El diseño utilizado por Máxima fue confeccionado en crêpe de seda color azul Francia, uno de los colores del estandarte real.
En representación de Argentina asistieron a la ceremonia de entronización el por entonces vicepresidente Amado Boudou y la senadora Beatriz Rojkés de Alperovich, así como 18 de las casas reales del mundo mientras que alrededor de 25 000 neerlandeses estuvieron viendo la ceremonia en la plaza Dam de Ámsterdam.

## Títulos y tratamientos
| ● 2 de febrero de 2002-30 de abril de 2013: | Su alteza real la princesa de Orange     |
| ● 30 de abril de 2013-presente:             | Su majestad la reina de los Países Bajos |

## Distinciones honoríficas

### Distinciones honoríficas neerlandesas
- Dama gran cruz de la Orden del León Neerlandés (02/02/2002).[12]
- Medalla conmemorativa de la investidura del Rey Guillermo Alejandro (30/04/2013).
- Dama Gran Cruz de la Orden de la Casa de Orange (06/05/2021).[13]

### Distinciones honoríficas extranjeras
- Dama gran cruz de la Real Orden de Isabel la Católica (Reino de España, 19/10/2001).[14]
- Dama gran cruz de la Orden al Mérito de Chile (República de Chile, 19/03/2003).
- Dama gran cruz de la Orden de la Cruz del Sur (República Federativa del Brasil, 24/03/2003).
- Dama gran cruz de la Orden de Adolfo de Nassau (Gran Ducado de Luxemburgo, 24/04/2006).
- Dama gran cruz de la Orden de la Corona (Reino de Bélgica, 20/06/2006).
- Dama gran cruz de la Orden del Mérito de la República Federal de Alemania (República Federal de Alemania, 08/10/2007).[15]
- Comendadora gran cruz de la Orden de la Estrella Polar (Reino de Suecia, 21/04/2009).
- Dama gran cruz de la Orden Mexicana del Águila Azteca (Estados Unidos Mexicanos, 02/11/2009).[16]
- Miembro de primera clase de la Orden de la Unión (Emiratos Árabes Unidos, 09/01/2012).[17]
- Miembro de I Clase de la Orden del Sultán Qabus (Sultanato de Omán, 10/01/2012).
- Miembro de la Orden Familiar de Honor (Sultanato de Brunéi, 21/01/2013).
- Dama gran cruz de la Real Orden de San Olaf (Reino de Noruega, 02/10/2013).[18]
- Dama gran cruz de la Orden Nacional del Mérito (República Francesa, 20/01/2014).[19]
- Dama gran cordón de la Orden de la Preciosa Corona (Imperio de Japón, 29/10/2014).[20]
- Dama de la Orden del Elefante (Reino de Dinamarca, 17/03/2015).[21]
- Dama gran cordón de la Orden de Leopoldo (Reino de Bélgica, 29/11/2016).[22]
- Dama gran collar de la Orden del Infante Don Enrique (República Portuguesa, 10/10/2017).
- Dama gran cruz de la Orden al Mérito de la República Italiana (República Italiana, 19/06/2017).[23]
- Dama de la Orden del León de Oro de la Casa de Nassau (Gran Ducado de Luxemburgo, 23/05/2018).[24]
- Comendadora gran cruz de la Orden de las Tres Estrellas (República de Letonia, 06/06/2018).[25][26]
- Dama gran cruz de la Orden de la Cruz de Terra Mariana (República de Estonia, 05/06/2018).[27]
- Dama gran cruz de la Orden de Vytautas el Grande (República de Lituania, 13/06/2018).[28]
- Medalla al Mérito, 1.ª clase (República de Cabo Verde, 10/12/2018).
- Gran cruz de Clase Especial de la Orden del Mérito de la República Federal de Alemania (República Federal de Alemania, 05/07/2021).
- Gran Estrella de la Orden al Mérito de la República de Austria (República de Austria, 27/06/2022).
- Dama de la Orden de los Serafines (Reino de Suecia, 11/10/2022).
- Dama gran cruz de la Orden del Redentor (República Helénica, 31/10/2022).
- Miembro de I Clase de la Orden de la Doble Cruz Blanca (República Eslovaca, 07/03/2023).[29]
- Dama gran cruz de la Orden de la Legión de Honor (República Francesa, 11/04/2023).
- Dama Gran Cruz de la Orden del Mérito del Servicio Diplomático (República de Corea, 12/12/2023).
- Dama gran cruz de la Real y Distinguida Orden Española de Carlos III (Reino de España, 26/03/2024).[30]
- Gran Collar de la Orden de Cristo (República Portuguesa, 10/12/2024).
- Dama gran cruz de la Orden de Makarios III (República de Chipre, 04/03/2025).
- Miembro de Clase Especial de la Orden Civil de Omán (Sultanato de Omán, 15/04/2025).
- Dama Gran Cruz de la Orden del León Blanco (República Checa, 04/06/2025).

## Ancestros
| \| \| \| \| \| \| \| \| \| \| \| \| \| \| \| \| \| \| \| \| 16. Mariano Zorreguieta Maurín \| \| \| \| \| \| \| \| \| \| \| \| \| \| \| \| \| \| \| \| \| \| \| \| \| \| \| \| \| \| \| \| \| \| \| \| \| \| \| \| \| \| \| \| \| \| \| \| \| \| \| \| \| \| 8. Dr. Amadeo Zorreguieta Hernández, intendente de Mendoza \| \| \| \| \| \| \| \| \| \| \| \| \| \| \| \| \| \| \| \| \| \| \| \| \| \| \| \| \| \| \| \| \| \| \| \| \| \| \| \| \| \| \| \| \| \| \| \| \| \| \| \| \| \| 17. María de Jesús Hernández Cornejo \| \| \| \| \| \| \| \| \| \| \| \| \| \| \| \| \| \| \| \| \| \| \| \| \| \| \| \| \| \| \| \| \| \| \| \| \| \| \| \| \| \| \| \| \| \| \| \| \| \| \| \| \| \| 4. Juan Antonio Zorreguieta \| \| \| \| \| \| \| \| \| \| \| \| \| \| \| \| \| \| \| \| \| \| \| \| \| \| \| \| \| \| \| \| \| \| \| \| \| \| \| \| \| \| \| \| \| \| \| \| \| \| \| \| \| \| 18. Esteban Bonorino Lobo \| \| \| \| \| \| \| \| \| \| \| \| \| \| \| \| \| \| \| \| \| \| \| \| \| \| \| \| \| \| \| \| \| \| \| \| \| \| \| \| \| \| \| \| \| \| \| \| \| \| \| \| \| \| 9. Máxima Blanca Bonorino González \| \| \| \| \| \| \| \| \| \| \| \| \| \| \| \| \| \| \| \| \| \| \| \| \| \| \| \| \| \| \| \| \| \| \| \| \| \| \| \| \| \| \| \| \| \| \| \| \| \| \| \| \| \| 19. Máxima González y de Islas \| \| \| \| \| \| \| \| \| \| \| \| \| \| \| \| \| \| \| \| \| \| \| \| \| \| \| \| \| \| \| \| \| \| \| \| \| \| \| \| \| \| \| \| \| \| \| \| \| \| \| \| \| \| 2. Jorge Horacio Zorreguieta \| \| \| \| \| \| \| \| \| \| \| \| \| \| \| \| \| \| \| \| \| \| \| \| \| \| \| \| \| \| \| \| \| \| \| \| \| \| \| \| \| \| \| \| \| \| \| \| \| \| \| \| \| \| 20. Juan Bautista Stefanini \| \| \| \| \| \| \| \| \| \| \| \| \| \| \| \| \| \| \| \| \| \| \| \| \| \| \| \| \| \| \| \| \| \| \| \| \| \| \| \| \| \| \| \| \| \| \| \| \| \| \| \| \| \| 10. Orestes Stefanini \| \| \| \| \| \| \| \| \| \| \| \| \| \| \| \| \| \| \| \| \| \| \| \| \| \| \| \| \| \| \| \| \| \| \| \| \| \| \| \| \| \| \| \| \| \| \| \| \| \| \| \| \| \| 21. Adelaida Caffarena \| \| \| \| \| \| \| \| \| \| \| \| \| \| \| \| \| \| \| \| \| \| \| \| \| \| \| \| \| \| \| \| \| \| \| \| \| \| \| \| \| \| \| \| \| \| \| \| \| \| \| \| \| \| 5. Cesira María Stefanini \| \| \| \| \| \| \| \| \| \| \| \| \| \| \| \| \| \| \| \| \| \| \| \| \| \| \| \| \| \| \| \| \| \| \| \| \| \| \| \| \| \| \| \| \| \| \| \| \| \| \| \| \| \| 22. Carlos Borella \| \| \| \| \| \| \| \| \| \| \| \| \| \| \| \| \| \| \| \| \| \| \| \| \| \| \| \| \| \| \| \| \| \| \| \| \| \| \| \| \| \| \| \| \| \| \| \| \| \| \| \| \| \| 11. Tullia Carolina Borella \| \| \| \| \| \| \| \| \| \| \| \| \| \| \| \| \| \| \| \| \| \| \| \| \| \| \| \| \| \| \| \| \| \| \| \| \| \| \| \| \| \| \| \| \| \| \| \| \| \| \| \| \| \| 23. María Scala \| \| \| \| \| \| \| \| \| \| \| \| \| \| \| \| \| \| \| \| \| \| \| \| \| \| \| \| \| \| \| \| \| \| \| \| \| \| \| \| \| \| \| \| \| \| \| \| \| \| \| \| \| \| 1. Máxima, reina consorte de los Países Bajos \| \| \| \| \| \| \| \| \| \| \| \| \| \| \| \| \| \| \| \| \| \| \| \| \| \| \| \| \| \| \| \| \| \| \| \| \| \| \| \| \| \| \| \| \| \| \| \| \| \| \| \| \| \| 24. Santiago Cerruti \| \| \| \| \| \| \| \| \| \| \| \| \| \| \| \| \| \| \| \| \| \| \| \| \| \| \| \| \| \| \| \| \| \| \| \| \| \| \| \| \| \| \| \| \| \| \| \| \| \| \| \| \| \| 12. Dr. Santiago Cerruti Ponce de León, intendente de Pergamino \| \| \| \| \| \| \| \| \| \| \| \| \| \| \| \| \| \| \| \| \| \| \| \| \| \| \| \| \| \| \| \| \| \| \| \| \| \| \| \| \| \| \| \| \| \| \| \| \| \| \| \| \| \| 25. Petrona Rita Ponce de León y Pastor \| \| \| \| \| \| \| \| \| \| \| \| \| \| \| \| \| \| \| \| \| \| \| \| \| \| \| \| \| \| \| \| \| \| \| \| \| \| \| \| \| \| \| \| \| \| \| \| \| \| \| \| \| \| 6. Dr. Jorge Horacio Cerruti \| \| \| \| \| \| \| \| \| \| \| \| \| \| \| \| \| \| \| \| \| \| \| \| \| \| \| \| \| \| \| \| \| \| \| \| \| \| \| \| \| \| \| \| \| \| \| \| \| \| \| \| \| \| 26. Marcial de Sautu Rodríguez \| \| \| \| \| \| \| \| \| \| \| \| \| \| \| \| \| \| \| \| \| \| \| \| \| \| \| \| \| \| \| \| \| \| \| \| \| \| \| \| \| \| \| \| \| \| \| \| \| \| \| \| \| \| 13. María de las Mercedes de Sautu Martínez \| \| \| \| \| \| \| \| \| \| \| \| \| \| \| \| \| \| \| \| \| \| \| \| \| \| \| \| \| \| \| \| \| \| \| \| \| \| \| \| \| \| \| \| \| \| \| \| \| \| \| \| \| \| 27. Carmen Martínez Figueroa \| \| \| \| \| \| \| \| \| \| \| \| \| \| \| \| \| \| \| \| \| \| \| \| \| \| \| \| \| \| \| \| \| \| \| \| \| \| \| \| \| \| \| \| \| \| \| \| \| \| \| \| \| \| 3. María del Carmen Cerruti \| \| \| \| \| \| \| \| \| \| \| \| \| \| \| \| \| \| \| \| \| \| \| \| \| \| \| \| \| \| \| \| \| \| \| \| \| \| \| \| \| \| \| \| \| \| \| \| \| \| \| \| \| \| 28. Bernardo Carricart Haramburu \| \| \| \| \| \| \| \| \| \| \| \| \| \| \| \| \| \| \| \| \| \| \| \| \| \| \| \| \| \| \| \| \| \| \| \| \| \| \| \| \| \| \| \| \| \| \| \| \| \| \| \| \| \| 14. Domingo Carricart Etchart, intendente de la localidad Adolfo Gonzales Chaves \| \| \| \| \| \| \| \| \| \| \| \| \| \| \| \| \| \| \| \| \| \| \| \| \| \| \| \| \| \| \| \| \| \| \| \| \| \| \| \| \| \| \| \| \| \| \| \| \| \| \| \| \| \| 29. Juana Etchart Iriart \| \| \| \| \| \| \| \| \| \| \| \| \| \| \| \| \| \| \| \| \| \| \| \| \| \| \| \| \| \| \| \| \| \| \| \| \| \| \| \| \| \| \| \| \| \| \| \| \| \| \| \| \| \| 7. María del Carmen Carricart \| \| \| \| \| \| \| \| \| \| \| \| \| \| \| \| \| \| \| \| \| \| \| \| \| \| \| \| \| \| \| \| \| \| \| \| \| \| \| \| \| \| \| \| \| \| \| \| \| \| \| \| \| \| 30. Manuel Cieza Gutiérrez \| \| \| \| \| \| \| \| \| \| \| \| \| \| \| \| \| \| \| \| \| \| \| \| \| \| \| \| \| \| \| \| \| \| \| \| \| \| \| \| \| \| \| \| \| \| \| \| \| \| \| \| \| \| 15. María del Carmen Cieza Rodríguez \| \| \| \| \| \| \| \| \| \| \| \| \| \| \| \| \| \| \| \| \| \| \| \| \| \| \| \| \| \| \| \| \| \| \| \| \| \| \| \| \| \| \| \| \| \| \| \| \| \| \| \| \| \| 31. Manuela Rodríguez Silva \| \| \| \| \| \| \| \| \| \| \| \| \| \| \| \| \| \| \| \| \| \| \| \| \| \| \| \| \| \| \| \| \| \| \| \| \| \| \| \| \| \| \| \| \| \| \| \| \| \| \| \| |                                                                                  |  |  |  |  |  |  |  |  |  |  |  |  |  |  |  |
| |                                                                                  |  |  |  |  |  |  |  |  |  |  |  |  |  |  |  |
| | 16. Mariano Zorreguieta Maurín                                                   |  |  |  |  |  |  |  |  |  |  |  |  |  |  |  |
| |                                                                                  |  |  |  |  |  |  |  |  |  |  |  |  |  |  |  |
| |                                                                                  |  |  |  |  |  |  |  |  |  |  |  |  |  |  |  |
| | 8. Dr. Amadeo Zorreguieta Hernández, intendente de Mendoza                       |  |  |  |  |  |  |  |  |  |  |  |  |  |  |  |
| |                                                                                  |  |  |  |  |  |  |  |  |  |  |  |  |  |  |  |
| |                                                                                  |  |  |  |  |  |  |  |  |  |  |  |  |  |  |  |
| | 17. María de Jesús Hernández Cornejo                                             |  |  |  |  |  |  |  |  |  |  |  |  |  |  |  |
| |                                                                                  |  |  |  |  |  |  |  |  |  |  |  |  |  |  |  |
| |                                                                                  |  |  |  |  |  |  |  |  |  |  |  |  |  |  |  |
| | 4. Juan Antonio Zorreguieta                                                      |  |  |  |  |  |  |  |  |  |  |  |  |  |  |  |
| |                                                                                  |  |  |  |  |  |  |  |  |  |  |  |  |  |  |  |
| |                                                                                  |  |  |  |  |  |  |  |  |  |  |  |  |  |  |  |
| | 18. Esteban Bonorino Lobo                                                        |  |  |  |  |  |  |  |  |  |  |  |  |  |  |  |
| |                                                                                  |  |  |  |  |  |  |  |  |  |  |  |  |  |  |  |
| |                                                                                  |  |  |  |  |  |  |  |  |  |  |  |  |  |  |  |
| | 9. Máxima Blanca Bonorino González                                               |  |  |  |  |  |  |  |  |  |  |  |  |  |  |  |
| |                                                                                  |  |  |  |  |  |  |  |  |  |  |  |  |  |  |  |
| |                                                                                  |  |  |  |  |  |  |  |  |  |  |  |  |  |  |  |
| | 19. Máxima González y de Islas                                                   |  |  |  |  |  |  |  |  |  |  |  |  |  |  |  |
| |                                                                                  |  |  |  |  |  |  |  |  |  |  |  |  |  |  |  |
| |                                                                                  |  |  |  |  |  |  |  |  |  |  |  |  |  |  |  |
| | 2. Jorge Horacio Zorreguieta                                                     |  |  |  |  |  |  |  |  |  |  |  |  |  |  |  |
| |                                                                                  |  |  |  |  |  |  |  |  |  |  |  |  |  |  |  |
| |                                                                                  |  |  |  |  |  |  |  |  |  |  |  |  |  |  |  |
| | 20. Juan Bautista Stefanini                                                      |  |  |  |  |  |  |  |  |  |  |  |  |  |  |  |
| |                                                                                  |  |  |  |  |  |  |  |  |  |  |  |  |  |  |  |
| |                                                                                  |  |  |  |  |  |  |  |  |  |  |  |  |  |  |  |
| | 10. Orestes Stefanini                                                            |  |  |  |  |  |  |  |  |  |  |  |  |  |  |  |
| |                                                                                  |  |  |  |  |  |  |  |  |  |  |  |  |  |  |  |
| |                                                                                  |  |  |  |  |  |  |  |  |  |  |  |  |  |  |  |
| | 21. Adelaida Caffarena                                                           |  |  |  |  |  |  |  |  |  |  |  |  |  |  |  |
| |                                                                                  |  |  |  |  |  |  |  |  |  |  |  |  |  |  |  |
| |                                                                                  |  |  |  |  |  |  |  |  |  |  |  |  |  |  |  |
| | 5. Cesira María Stefanini                                                        |  |  |  |  |  |  |  |  |  |  |  |  |  |  |  |
| |                                                                                  |  |  |  |  |  |  |  |  |  |  |  |  |  |  |  |
| |                                                                                  |  |  |  |  |  |  |  |  |  |  |  |  |  |  |  |
| | 22. Carlos Borella                                                               |  |  |  |  |  |  |  |  |  |  |  |  |  |  |  |
| |                                                                                  |  |  |  |  |  |  |  |  |  |  |  |  |  |  |  |
| |                                                                                  |  |  |  |  |  |  |  |  |  |  |  |  |  |  |  |
| | 11. Tullia Carolina Borella                                                      |  |  |  |  |  |  |  |  |  |  |  |  |  |  |  |
| |                                                                                  |  |  |  |  |  |  |  |  |  |  |  |  |  |  |  |
| |                                                                                  |  |  |  |  |  |  |  |  |  |  |  |  |  |  |  |
| | 23. María Scala                                                                  |  |  |  |  |  |  |  |  |  |  |  |  |  |  |  |
| |                                                                                  |  |  |  |  |  |  |  |  |  |  |  |  |  |  |  |
| |                                                                                  |  |  |  |  |  |  |  |  |  |  |  |  |  |  |  |
| | 1. Máxima, reina consorte de los Países Bajos                                    |  |  |  |  |  |  |  |  |  |  |  |  |  |  |  |
| |                                                                                  |  |  |  |  |  |  |  |  |  |  |  |  |  |  |  |
| |                                                                                  |  |  |  |  |  |  |  |  |  |  |  |  |  |  |  |
| | 24. Santiago Cerruti                                                             |  |  |  |  |  |  |  |  |  |  |  |  |  |  |  |
| |                                                                                  |  |  |  |  |  |  |  |  |  |  |  |  |  |  |  |
| |                                                                                  |  |  |  |  |  |  |  |  |  |  |  |  |  |  |  |
| | 12. Dr. Santiago Cerruti Ponce de León, intendente de Pergamino                  |  |  |  |  |  |  |  |  |  |  |  |  |  |  |  |
| |                                                                                  |  |  |  |  |  |  |  |  |  |  |  |  |  |  |  |
| |                                                                                  |  |  |  |  |  |  |  |  |  |  |  |  |  |  |  |
| | 25. Petrona Rita Ponce de León y Pastor                                          |  |  |  |  |  |  |  |  |  |  |  |  |  |  |  |
| |                                                                                  |  |  |  |  |  |  |  |  |  |  |  |  |  |  |  |
| |                                                                                  |  |  |  |  |  |  |  |  |  |  |  |  |  |  |  |
| | 6. Dr. Jorge Horacio Cerruti                                                     |  |  |  |  |  |  |  |  |  |  |  |  |  |  |  |
| |                                                                                  |  |  |  |  |  |  |  |  |  |  |  |  |  |  |  |
| |                                                                                  |  |  |  |  |  |  |  |  |  |  |  |  |  |  |  |
| | 26. Marcial de Sautu Rodríguez                                                   |  |  |  |  |  |  |  |  |  |  |  |  |  |  |  |
| |                                                                                  |  |  |  |  |  |  |  |  |  |  |  |  |  |  |  |
| |                                                                                  |  |  |  |  |  |  |  |  |  |  |  |  |  |  |  |
| | 13. María de las Mercedes de Sautu Martínez                                      |  |  |  |  |  |  |  |  |  |  |  |  |  |  |  |
| |                                                                                  |  |  |  |  |  |  |  |  |  |  |  |  |  |  |  |
| |                                                                                  |  |  |  |  |  |  |  |  |  |  |  |  |  |  |  |
| | 27. Carmen Martínez Figueroa                                                     |  |  |  |  |  |  |  |  |  |  |  |  |  |  |  |
| |                                                                                  |  |  |  |  |  |  |  |  |  |  |  |  |  |  |  |
| |                                                                                  |  |  |  |  |  |  |  |  |  |  |  |  |  |  |  |
| | 3. María del Carmen Cerruti                                                      |  |  |  |  |  |  |  |  |  |  |  |  |  |  |  |
| |                                                                                  |  |  |  |  |  |  |  |  |  |  |  |  |  |  |  |
| |                                                                                  |  |  |  |  |  |  |  |  |  |  |  |  |  |  |  |
| | 28. Bernardo Carricart Haramburu                                                 |  |  |  |  |  |  |  |  |  |  |  |  |  |  |  |
| |                                                                                  |  |  |  |  |  |  |  |  |  |  |  |  |  |  |  |
| |                                                                                  |  |  |  |  |  |  |  |  |  |  |  |  |  |  |  |
| | 14. Domingo Carricart Etchart, intendente de la localidad Adolfo Gonzales Chaves |  |  |  |  |  |  |  |  |  |  |  |  |  |  |  |
| |                                                                                  |  |  |  |  |  |  |  |  |  |  |  |  |  |  |  |
| |                                                                                  |  |  |  |  |  |  |  |  |  |  |  |  |  |  |  |
| | 29. Juana Etchart Iriart                                                         |  |  |  |  |  |  |  |  |  |  |  |  |  |  |  |
| |                                                                                  |  |  |  |  |  |  |  |  |  |  |  |  |  |  |  |
| |                                                                                  |  |  |  |  |  |  |  |  |  |  |  |  |  |  |  |
| | 7. María del Carmen Carricart                                                    |  |  |  |  |  |  |  |  |  |  |  |  |  |  |  |
| |                                                                                  |  |  |  |  |  |  |  |  |  |  |  |  |  |  |  |
| |                                                                                  |  |  |  |  |  |  |  |  |  |  |  |  |  |  |  |
| | 30. Manuel Cieza Gutiérrez                                                       |  |  |  |  |  |  |  |  |  |  |  |  |  |  |  |
| |                                                                                  |  |  |  |  |  |  |  |  |  |  |  |  |  |  |  |
| |                                                                                  |  |  |  |  |  |  |  |  |  |  |  |  |  |  |  |
| | 15. María del Carmen Cieza Rodríguez                                             |  |  |  |  |  |  |  |  |  |  |  |  |  |  |  |
| |                                                                                  |  |  |  |  |  |  |  |  |  |  |  |  |  |  |  |
| |                                                                                  |  |  |  |  |  |  |  |  |  |  |  |  |  |  |  |
| | 31. Manuela Rodríguez Silva                                                      |  |  |  |  |  |  |  |  |  |  |  |  |  |  |  |
| |                                                                                  |  |  |  |  |  |  |  |  |  |  |  |  |  |  |  |
| |                                                                                  |  |  |  |  |  |  |  |  |  |  |  |  |  |  |  |

| Predecesor: Nicolás de Amsberg (como príncipe consorte) | Reina consorte de los Países BajosRey titular: Guillermo Alejandro de los Países Bajos Desde el 30 de abril de 2013 | Sucesor: En el cargo |